# Virgilio Malvezzi

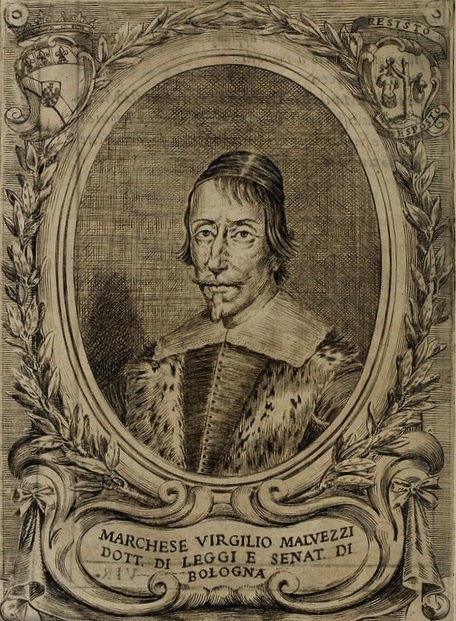
Retrato del marqués Virgilio Malvezzi, doctor en leyes y senador de Bolonia recogido en Memorie, imprese, e ritratti de' signori Accademici Gelati de Bologna, Bolonia, 1672.

Virgilio Malvezzi (Bolonia, 8 de septiembre de 1595-Castel Guelfo di Bolonia, 11 de agosto de 1654) fue un escritor, historiador y político italiano, tercer marqués de Castel Guelfo y barón de Taranta y Quadri. Protegido por el conde-duque de Olivares, a quien dedicó una biografía política con el título Ritratto del privado politico cristiano —que es a la vez un tratado sobre la privanza—, en 1636 se trasladó a Madrid donde se le encomendó la redacción de una historia de los reinados de Felipe III y Felipe IV. Al servicio del rey de España en 1640 fue enviado a Londres en misión diplomática y, como consejero del cardenal-infante, a Flandes, hasta que en 1646 pudo regresar a su patria en la que fue que revestido con el título de senador y príncipe de la Accademia dei Gelati. 
Su prosa aforística, calificada de «neolaconismo barroco», concisa y densa de significado, encontró notables críticos ya en su tiempo, especialmente entre los escritores franceses a causa de su oscuridad, pero fue muy apreciada, entre los españoles, por Francisco de Quevedo, que en 1632 publicó en Pamplona su traducción de Il Romulo (Bolonia, 1629), Baltasar Gracián o Diego Saavedra Fajardo.

## Biografía
Hijo de Piriteo, senador de Bolonia, y de su segunda mujer, Beatrice Orsini, en 1613 se doctoró en ambos derechos por la Universidad de Bolonia y marchó luego a Siena, donde su padre ejercía como gobernador al servicio de Cosme II de Médici. Allí trabó estrecha amistad con Fabio Chigi, futuro papa Alejandro VII. En contacto con los círculos culturales sieneses, en 1622 publicó su primera obra, el Discorsi sopra Cornelio Tacito dedicado al gran duque de Toscana. En 1625 se incorporó a la milicia, a las órdenes del duque de Feria, gobernador de Milán, pero por problemas de salud —era flaco, comía poco y sufría frecuentes mareos— solo un año después abandonó la carrera militar para retornar a Bolonia.
A la muerte de su padre, en octubre de 1627, heredó junto con su hermano Marco Antonio sus títulos nobiliarios y el feudo de Castel Guelfo, donde pudo dedicarse al estudio de Tito Livio sin perder el contacto con los círculos intelectuales boloñeses. También entró en comunicación epistolar con Juan Antonio de Vera y Figueroa, embajador de España en Venecia, que le proporcionó la ayuda necesaria para la redacción del Ritratto del privado politico cristiano, y ante algunos lances caballerescos y desencuentros con el papa Urbano VIII, que terminarían con la confiscación del feudo de Castel Guelfo y su exilio, intensificó la búsqueda de protección en la corte española.
El éxito editorial del Ritratto, inmediatamente traducido al castellano por Francisco de Balboa y Paz con el título Retrato del privado Christiano Político deducido de las acciones del Conde Duque (Nápoles, 1635), le garantizó el apoyo de Olivares, abriéndole las puertas de la corte de Madrid, a la que viajó en julio de 1636. En Madrid Olivares le encargó una historia de España desde el reinado de Felipe III, que comenzó a escribir en castellano, quedando la redacción y estampación inconclusas a causa de los acontecimientos posteriores y de nuevos encargos. Uno de ellos llegó con las conmemoraciones por las victorias de las armas españolas en el frente europeo en 1638, a las que Malvezzi correspondió en el verano siguiente con la publicación de La libra, donde pesaba las pérdidas y ganancias de la monarquía española «en el felisíssimo reynado de Felipe IV el Grande», mostrando un balance enteramente favorable a las armas españolas en su enfrentamiento con Francia y a Olivares como el gran artífice de aquellas victorias, con el levantamiento del asedio de Fuenterrabía. La misma intención propagandística y polémica tiene la relación de los Sucesos principales de la Monarquía de España de 1639, publicados en español en Madrid, en 1640, y en italiano un año más tarde, en Amberes.
Sus servicios a la monarquía española fueron recompensados en 1640 con una plaza en el Consejo de Guerra y el nombramiento de embajador extraordinario en Londres, en refuerzo de las gestiones del embajador ordinario, Alonso Cárdenas, para lograr de Carlos I de Inglaterra una alianza contra las Provincias Unidas de los Países Bajos tras la derrota infligida por la armada holandesa a la española en Las Dunas, en aguas territoriales inglesas, violando la neutralidad de Inglaterra. Malvezzi debía además entrar en contacto con los exiliados franceses, a los que España se ofrecía a dar apoyo. La misión resultó infructuosa, dadas las elevadas pretensiones inglesas y las dificultades económicas por las que atravesaba España, y Malvezzi fue enviado a Flandes como consejero de Fernando de Austria. Muerto este en noviembre de 1641 Malvezzi se mantuvo en el cargo con el nuevo gobernador Francisco de Melo, pero tras la caída en desgracia de Olivares pidió volver a España y en 1645, tras renunciar por motivos de salud a una nueva misión diplomática, se le autorizó a retornar a Bolonia, donde fue hecho senador y gonfaloniere de Justicia y la Accademia dei Gelati, en la que participaba con el nombre de L'Esposto, lo eligió príncipe.
En Bolonia no perdió el contacto con las cosas de España, como acreditan, entre otras, las cartas que recibió de Velázquez, a quien había tenido ocasión de conocer en Madrid, en las que el sevillano le hablaba de Pietro da Cortona y de las posibilidades, sugeridas por Malvezzi y finalmente descartadas, de llamarlo a España para trabajar en los frescos del viejo alcázar de Madrid, encargo que finalmente recayó en los boloñeses Angelo Michele Colonna y Agostino Mitelli.
Murió en Castel Guelfo el 11 de agosto de 1654, sin haber conseguido la restitución del feudo a la familia, por la que siguió pleiteando en Roma hasta el final de sus días.

## Obra
Malvezzi rindió tributo a la moda tacitista europea, en la que siguiendo a Justo Lipsio Séneca proporciona las herramientas necesarias en la formulación de los juicios morales, con los Discorsi sopra Cornelio Tacito, la primera obra que dio a la luz (Venecia, 1622), pronto traducida al inglés, pero fueron sus biografías políticas, en las que la narración histórica, siguiendo a Tito Livio y a Plutarco, se ve interrumpida por continuas digresiones político-morales formuladas en un estilo aforístico deudor de Tácito las que le dieron mayor fama. Con la primera, Il Rómulo, con dos versiones castellanas: la citada de Quevedo y la que el mismo año 1632 publicó en Milán Teodoro del Aula, se proponía iniciar una serie de biografías dedicadas a los reyes de Roma, serie que solo tuvo continuidad con Il Tarquinio Superbo (Bolonia, 1632), que tuvo varias traducciones al castellano y considerable éxito. A ellas siguió Il Davide Perseguito (Bolonia, 1634), tomando ahora como sujeto de sus reflexiones político morales a un personaje bíblico, David, centrándose en su rivalidad con Saúl para abordar las cuestiones relativas a la obediencia y la razón de Estado, a la que opone la fuerza de la obligación moral y el ejercicio de la prudencia. El libro, que iba a estar inicialmente dedicado a Urbano VIII, salió finalmente con dedicatoria a Felipe IV, estrechando las relaciones con España, culminadas con el inmediato Ritratto del privato politico cristiano (Bolonia, 1635), donde Olivares era ejemplo del privado leal a su señor. De 1636 a 1646, años que pasó en España o al servicio de la monarquía hispánica, se centró en la crónica histórica, con obras en algún caso de carácter polémico (La libra) y dejando otras muchas inacabadas. Solo de vuelta en Bolonia encontró la paz necesaria para volver al género biográfico que tanta fama le había proporcionado, tomando ahora como modelo no a Tito Livio sino a Plutarco para componer las Considerazioni con occasione d'alcuni luoghi delle vite d'Alcibiade e di Coriolano, o simplemente Il Coriolano (Bolonia, 1648), traducido al castellano por Gregorio de Tapia y Salcedo (Madrid, 1668), que el propio Malvezzi proclamó como su obra predilecta.